# Eucles de Rodes
Eucles (en grec antic: Εὐκλῆς) fou un esportista de l'antiga Grècia, fill de Cal·líanax i Cal·lipatira, la filla de Diàgores de Ialisos i, per tant, pertanyia a la família dels eràtides o diagòrides.
Va obtenir una victòria en el pugilat als Jocs Olímpics, però l'any no és segur. A Olímpia tenia una estàtua, obra de Naucides. Píndar l'anomena Eucló, i el fa nebot de Cal·lipatira.